# Monteux
Monteux is een gemeente in het Franse departement Vaucluse (regio Provence-Alpes-Côte d'Azur). De plaats maakt deel uit van het arrondissement Carpentras. Monteux telde op 1 januari 2022 13.159 inwoners.

## Geschiedenis
In de Romeinse tijd was er al bewoning in de gemeente, maar de plaats ontwikkelde zich vanaf de elfde eeuw rond het kasteel van Monteux. Monteux behoorde toen aan de graven van Provence. In 1274 werd dit kasteel pauselijk bezit. Paus Clemens V die resideerde in Avignon, verbleef regelmatig in dit kasteel. De Tour Clémentine is naar hem genoemd. Deze donjon is het enige restant van het kasteel, dat verloren ging in een brand in 1415.
In 1357 werd een stadsomwalling gebouwd om de stad te beschermen tegen roversbenden (routiers). De stadsmuur was tien meter hoog, had zes torens en maar een toegangspoort, de Porte Neuve. Monteux kende onrustige tijden tijdens de Hugenotenoorlogen. Verder werd de stad getroffen door de pest in 1588-1589, 1630 en 1721.
In 1791 werd Monteux met de rest van de Comtat Venaissin een deel van Frankrijk.

## Geografie
De oppervlakte van Monteux bedroeg op 1 januari 2022 39,02 vierkante kilometer; de bevolkingsdichtheid was toen 337,2 inwoners per km².
De gemeente ligt in een vlakte, ten zuidwesten van de Mont Ventoux, ten oosten van de Rhône en ten noorden van de Durance. De Auzon stroomt door de gemeente. De gemeente ligt op zeven kilometer van Carpentras.
De onderstaande kaart toont de ligging van Monteux met de belangrijkste infrastructuur en aangrenzende gemeenten.

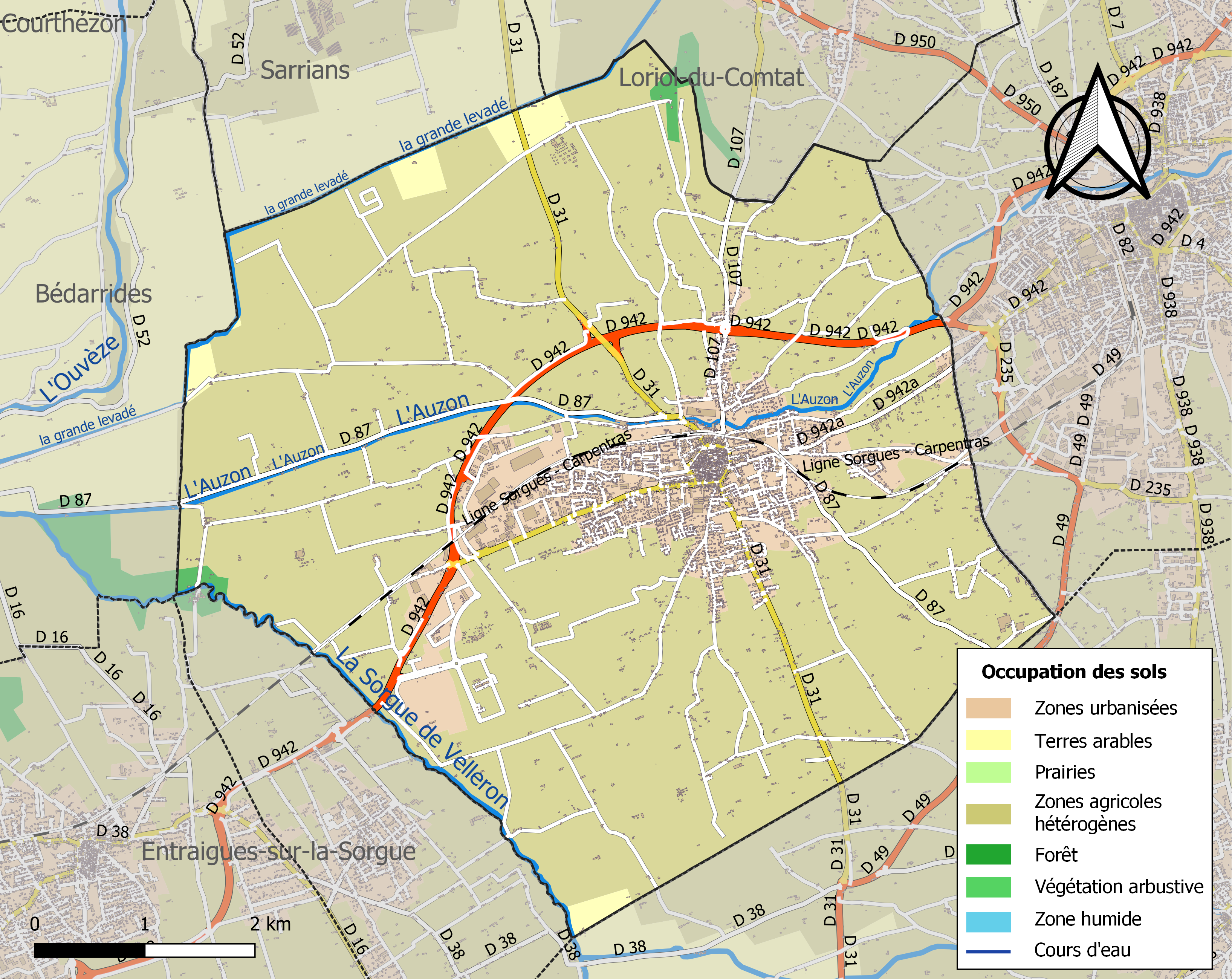

## Demografie
Onderstaande figuur toont het verloop van het inwonertal (bron: INSEE-tellingen).